# Nippy Noya
Nippy Noya (født 27. februar 1946 på øen Sulawesi i Indonesien) er en indonesisk percussionist og sangskriver.
Noya har i mange år været bosat i Europa, nærmere Amsterdam i Holland. Han har været meget brugt som percussionist særligt som congaspiller, men han mestre de fleste percussioninstrumenter.
Han har spillet og indspillet med musikere som f.eks. Charly Antolini, Stan Getz, Billy Cobham, John Mclaughlin, Gitte Hænning og Chaka Khan. 

## Kortfattet diskografi
- Knock Out – Charly Antolini
- Countdown – Charly Antolini
- Menue – Charly Antolini
- Knock Out 2000 – Charly Antolini
- The Traveler – Billy Cobham
- Flight Time – Billy Cobham